# Power-house
Power-house er et Dansk danse- og performance-studie med afdelinger i Aalborg, Aabybro, Aars og Støvring. Firmaet er ejet af Rikke Vangsgaard og Louise Hejlskov.
Power-house har eksisteret siden 2003. Power-house består af to afdelinger: Power-house Dance Studios samt Power-house Performance.
Firmaets forretning består i undervisning af danseelever, opsætning af shows samt levering af koreografi og dansere til underholdningsbranchen. Blandt Power-house's dansere er der flere Danmarksmestre i Hip Hop og Disco, og firmaet deltager i både indenlandske og udenlandske turneringer.

## Events og arrangementer
I sæsonen 2007/08 har Power-house leveret shows samt lavet workshops på samtlige Åh Abe-koncerter for andet år i træk, dansere og koreografi for den danske popsanger Alex, dansere og koreografi for den mest sælgende børneartist, Caroline, dansere og koreografi til MGP FOZ'N'S og dansere til Mini Zulu Rocks i Parken og Legoland Open Air.
Desuden har firmaet gennem workshops arbejdet sammen med Madonnas Confessions Tour-danser, Steve Nestar.
I 2008 har Power-house samarbejdet med MGP 2008-vinderne, The Johanssons, hvor de har leveret dansere og koreografi. Power-house's dansere deltager sammen med The Johanssons til MGP Nordic d. 29. november 2008.
Derudover har firmaet opsat store modeshows for flere store tøjkæder (bl.a. Deres og Sparkz) samt storcentre i Jylland.
I efteråret 2008 turnerer Power-house rundt med Sigurd Barrett i forbindelse med hans 10-års jubilæum for DR.